# Tesla Motors Denmark
Tesla Motors Denmark ApS er en dansk bilimportør, der har sit domicil i Hillerød i Nordsjælland. Selskabet blev etableret i 2010 og er et datterselskab til Tesla International, som er en del af Tesla, Inc.. Virksomheden har ca. 340 ansatte og 9 butikker i Danmark.
Virksomheden importerer, distribuerer, markedsfører, sælger og servicerer personbiler og reservedele i Danmark under mærket Tesla. I 2023 solgte de 22.512 biler i Danmark til en værdi af ca. 8 mia. danske kroner. Den mest solgste model var Model Y.